# Nanorana ventripunctata
Espèce
Statut de conservation UICN

 LC  : Préoccupation mineure
Nanorana ventripunctata est une espèce d'amphibiens de la famille des Dicroglossidae.

## Répartition
Cette espèce est endémique du Nord-Ouest de la province du Yunnan en Chine. Elle se rencontre dans les xians de Shangri-La et de Dêqên entre 3 120 et 4 100 m d'altitude.

## Publication originale
- Fei & Huang, 1985 : A new species of the genus Nanorana (Amphibia: Ranidae) from northwestern Yunnan, China. Acta Biologica Plateau Sinica, vol. 4, p. 71-75.